# Astragalus demirizii
Astragalus demirizii es una especie de planta del género Astragalus, de la familia de las leguminosas, orden Fabales.

## Distribución
Astragalus demirizii se distribuye por Turquía.

## Taxonomía
Fue descrita científicamente por R. Kramer & D. Podlech. Fue publicada en Sendtnera 6: 163 (1999).